# Progress MS-04
Chronologie
Progress MS-03 Progress MS-05
Progress MS-04 (en russe : Прогресс МС-04) est une mission de ravitaillement russe de la Station spatiale internationale (ISS/SSI), réalisée grâce au cargo russe éponyme Progress MS. Le décollage a eu lieu le 1er décembre 2016, depuis le cosmodrome de Baïkonour, au Kazakhstan, à l'aide d'un lanceur Soyouz U. Toutefois, à la suite d'un dysfonctionnement du Bloc I du lanceur, la mise en orbite n'a pas pu être effectuée. Ce vaisseau est identifié par la NASA sous le nom Progress 65P. 

## Contexte
Le vaisseau cargo Progress fut développé en Union Soviétique dans les années 70, pour permettre le ravitaillement des équipages des stations Saliout, devant ainsi le premier vaisseau cargo de l'histoire. Développé sur la base du vaisseau habité Soyouz, dont il partage de nombreuses caractéristiques, il effectua son premier vol en 1978, vers la station Saliout 6. Par la suite, il desservira également la station Saliout 7, puis Mir. Dans les années 90, le cargo sera équipé d'une petite capsule permettant le retour de fret sur Terre, dénommée VBK-Radouga, qui fut utilisée à 10 reprises. Au début des années 2000, Progress M1-5 désorbita la station Mir, et les vols du cargo furent entièrement redirigés vers la desserte de la Station spatiale internationale.
Au fil des années, plusieurs versions du vaisseau furent développée. La version initiale 7K-TG initiale fut remplacée en 1989 par le Progress-M (« Modernisé »), qui verra l'ajout notable de panneaux solaires. En 2000, Progress-M1 verra le jour, conçu pour transporter plus de carburant, au détriment des autres ressources, il ne volera que durant 4 ans. En 2008, Progress M-M volera pour la première fois, avec ses nouveaux systèmes de bord numériques. Finalement, il sera remplacé par le Progress MS, disposant de diverses améliorations, telles que :
- L'ajout d'un compartiment externe permettant l'éjection de microsatellites et CubeSats. C'est le vol de Progress MS-03 qui sera le premier à l'utiliser.
- Le remplacement du système radio Kvant-V ukrainien par un Système de Commandes et de Télémétrie Unifié (EKTS).
- L'amélioration de la protection contre les micrométéorites, et l'ajout de systèmes de secours pour le mécanisme d'amarrage.

## Mission

### Mission prévue

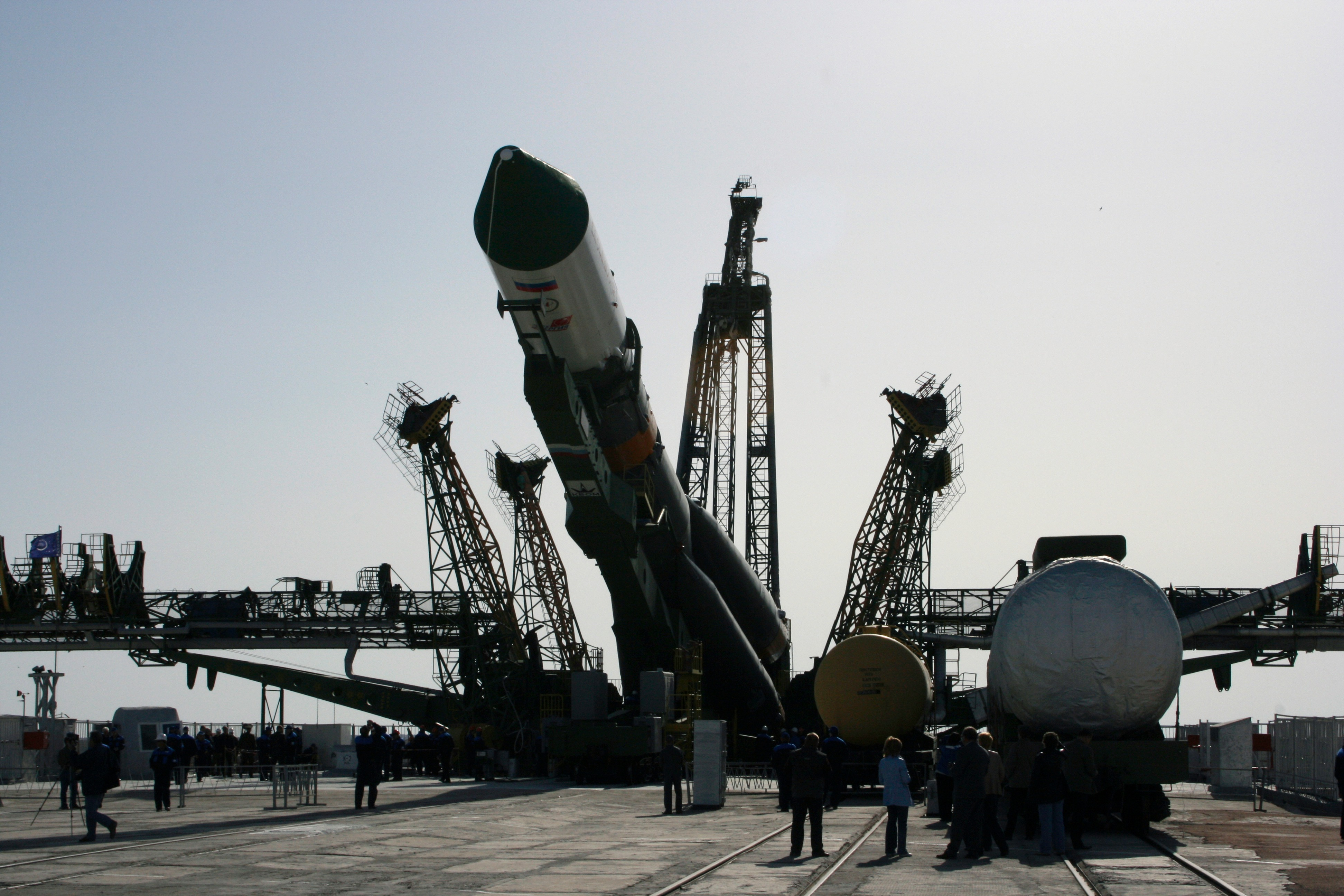
Lanceur Soyouz U, en 2007

Le cargo Progress MS-04 a décollé sur l'une des dernières Soyouz U, avant que les lancements ne soient définitivement transférés sur la nouvelle Soyouz 2, qui ne dépendait notamment pas de l'avionique produite en Ukraine, dont l'approvisionnement a été rendu très compliqué après la crise de la Crimée de 2014. Toutefois, ce changement de version était remis en doute de par l'échec du lancement de Progress M-27M, imputé à cette même nouvelle Soyouz 2. La décision définitive pour le passage sur cette version modernisée n'était toujours pas fixée lors de la campagne de lancement de Progress MS-04.
Son lancement était alors prévu pour le 1er juillet 2016, mais a dû être retardé à la suite des reports successifs de la mission Soyouz MS-02, de même que tout le reste du manifeste de vol de l'ISS. Selon le programme alors prévu, Progress MS-04 aurait dû s'amarrer au module Zvezda le 3 décembre 2016, soit deux jours plus tard, permettant ainsi le transfert de plusieurs nouveaux éléments importants, comme une nouvelle combinaison extravéhiculaire Orlan-MKS, une mini-serre et un système expérimental permettant le recyclage de l'urine en eau.

### Échec du lancement
Progress MS-04 a décollé le 1er décembre 2016 du Site 1/5 du cosmodrome de Baïkonour, au Kazakhstan, en utilisant l'avant-dernière Soyouz U. La première partie du vol se déroula sans incident, jusqu'à ce qu'une perte de télémétrie survienne à T+382,3 secondes, soit environ deux minutes après l'allumage du RD-0110 du Bloc I. Une explosion fut aperçue au-dessous de la République de Touva, et le Progress se retrouva séparé de l'étage inférieur environ 6 minutes plus tôt que prévu. Le tout n'ayant pas atteint la vitesse suffisant pour atteindre l'orbite, le tout retomba sur Terre, et percuta une zone montagneuse à environ 3 500 kilomètres du cosmodrome. La perte du vaisseau cargo fut par la suite confirmée par Roscosmos. Le lancement du cargo avait été assuré pour 2 135 milliards de roubles par l'intermédiaire de VTB Strakhovanie.
La commission d'enquête finira par rendre ses conclusions le 11 janvier 2017. Le moteur RD-0110 aurait subi un dysfonctionnement majeur, entraînant l'explosion de ce dernier, et la création d'un brèche dans le réservoir d'oxygène liquide. Le moteur aurait apparemment explosé à la suite de l'introduction de « corps étrangers » dans sa turbopompe, ou à la suite d'une erreur d'assemblage. Par la suite, tous les moteurs produits par l'usine de Voronej furent rappelés à l'usine pour vérification, et une suspension de vol fut instaurée pour les Soyouz et Proton.